# Setra S 211 HD
De Setra S 211 HD is een touringcarmodel, geproduceerd door de Duitse busfabrikant Setra. Dit model bus is in 1976 geïntroduceerd.

## Inzet
Dit type bus wordt veelal ingezet bij touringcarbedrijven voor toerisme. In Nederland werd de bus ingezet bij onder andere Connexxion Tours.
| Land      | Bedrijf          | Serie     | Aantal | Inzet       | Opmerking                             |
| --------- | ---------------- | --------- | ------ | ----------- | ------------------------------------- |
| Duitsland | Hanau Reisen     | HSK-HR 40 | 1      | Toervervoer | Deed dienst overwegend in Oostenrijk. |
| Nederland | Connexxion Tours | 662       | 1      | Toervervoer |                                       |